# De Balkbrug
De Balkbrug, in de wandeling ook wel De Balk genoemd, is een ophaalbrug in het Noord-Hollandse dorp Spaarndam. De brug ligt in Oud Spaarndam, dat tot de gemeente Haarlem behoort. De brug overspant de Kolk. En verbindt de Westkolk met de Oostkolk.
De brug staat in het BAG, sinds 1997 officieel ingeschreven als De Balkbrug en betreft een gemeentelijk monument.